# Lijst van burgemeesters van Escharen
Dit is een lijst van burgemeesters van de voormalige Nederlandse gemeente Escharen (provincie Noord-Brabant) tot aan haar opheffing in 1942. De gemeente Escharen bestond uit twee dorpen. Het dorp Langenboom werd bij de gemeente Mill en Sint Hubert ondergebracht en het dorp Escharen bij de gemeente Grave.
| Ambtsperiode  | Naam burgemeester                                                 | Partij of stroming | Bijzonderheden |
| ------------- | ----------------------------------------------------------------- | ------------------ | -------------- |
| 1811-1851     | Mathijs Poos                                                      |                    |                |
| 1851-1866     | Martinus Poos                                                     |                    |                |
| 1866-1870     | Hendrik Poos                                                      |                    |                |
| 1870-1885     | Jan Cuppen                                                        |                    |                |
| 1886-1910     | Lambertus Cuppen                                                  |                    |                |
| 1910-1938     | Frans Alexander Jozef baron van Hövel tot Westervlier en Wezeveld |                    |                |
| 1938-1941     | Louis de Bourbon                                                  |                    |                |
| 1941          | H.C.A. Muijser                                                    |                    | waarnemend     |
| jan-juli 1942 | Frans (F.H.M.) Schram                                             |                    | waarnemend     |